# Riqueza
Riqueza este un oraș în Santa Catarina (SC), Brazilia.